# 프라이데이 드라마 NEO
프라이데이 드라마 NEO(일본어: フライデードラマNEO)는 TBS 텔레비전 계열에서 매주 금요일의 드라마이다.

## 작품 소개
- 《괴도 로얄》
- 《시라토 오사무의 사건부》